# Кызласова-Боргоякова, Алиса Алексеевна
Алиса Алексеевна Кызласова-Боргоякова (22 октября 1950, с. Кызлас, Аскизский район, Красноярский край, РСФСР — 13 июня 2016, Абакан, Хакасия, Российская Федерация) — советская и российская актриса театра и кино, артистка Хакасского национального драматического театра имени А.М. Топанова, заслуженная артистка Российской Федерации.

## Биография
Окончила Красноярское театральное училище.
В 1970—2016 гг. — актриса Хакасского национального драматического театра имени А. М. Топанова. Сыграла более 100 ролей.
Снималась в фильмах «Конец императора тайги» (киностудия им. М.Горького, 1977), «Последний год Беркута» (Свердловская киностудия, 1977), «Пока не ступлю на мягкую траву» (Казахфильм, 1987), «Земля отцов» (Хакасфильм, 2008).
Являлась членом Союза писателей России и Хакасии. Автор пьес: «Священное место», «Праздник девичьих кос», «Золотая колыбель горных духов», «Потомки Белой волчицы», «Земля отцов».
В образе «Белой волчицы» открывала все значимые культурные мероприятия, проходившие в Хакасии.

## Театральные работы
- Анна, кормилица — «Мария Стюарт» Ф.Шиллера,
- Артемий Филиппович Земляника — «Ревизор» Н.Гоголя,
- Мать — «Сердце матери» А. Балакаева,
- Хорды и Тырлос — «Одураченный Хорхло» А. Топанова,
- Султанат -«Железная женщина» Ш. Башбекова,
- Танкабике — «В ночь лунного затмения» М. Карима,
- Фёкла Ивановна — «Женитьба» Н. Гоголя,
- Тыртыс — «Проделки Айдолая» Г. Котожекова,
- Дарья Федосеевна Круглова — «Не все коту масленица» А.Островского,
- Сакесан — «Когда цвела сакура» В. Шулбаевой,
- Анаком — «В свете вечерней зари» Г. Саражакова,
- Немая — «Хай Пырыс — Хай Ова Ата» А. Чапрай,
- Ануш — «Вуйме, Вайме, Вэй!» А. Цагарели

## Награды и звания
Заслуженная артистка Российской Федерации (1993). Народная артистка Республики Хакасия (2001). 